# Corquín (kommun)
Corquín är en kommun i Honduras.   Den ligger i departementet Departamento de Copán, i den västra delen av landet, 180 km väster om huvudstaden Tegucigalpa. Antalet invånare är 10 675.